# Fairy Bay
Fairy Bay – zatoka (ang. bay) jeziora Kejimkujik Lake (i dogodne miejsce dostępu do jego wód) w kanadyjskiej prowincji Nowa Szkocja, w hrabstwach Annapolis i Queens; nazwa urzędowo zatwierdzona 7 grudnia 1937.